# Кокуші
Кокуші́ (рос. Кокуши) — присілок у складі Шабалінського району Кіровської області, Росія. Входить до складу Високораменського сільського поселення.
Населення становить 13 осіб (2010, 21 у 2002).
Національний склад станом на 2002 рік — росіяни 100 %.